# Moritz Raudnitz

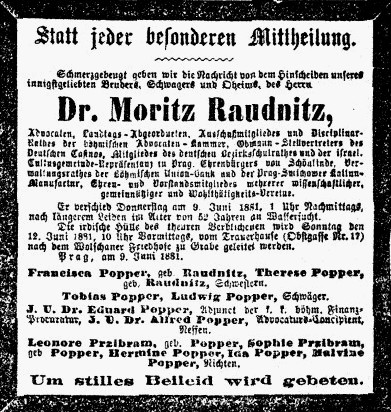
Oznámení o úmrtí Dr. Moritze Raudnitze v dobovém tisku (1881)

Moritz Raudnitz, uváděn též jako Moriz Raudnitz (1. června 1829 Praha – 9. června 1881 tamtéž) byl rakouský a český advokát a politik židovského původu a německé národnosti, v 2. polovině 19. století poslanec Českého zemského sněmu.

## Biografie
Vystudoval práva Vídeňské univerzitě, kde roku 1854 získal titul doktora práv. Působil jako advokát, od roku 1862 v Praze.
V 60. letech 19. století se zapojil i do zemské politiky. V doplňovacích volbách v září 1869 byl v městské kurii (obvod Mikulášovice – Zeidlery – Krásná Lípa) zvolen místo dosavadního poslance Wolfganga Hielleho do Českého zemského sněmu. Mandát obhájil za tento obvod i v řádných volbách v roce 1870, volbách v roce 1872 a volbách v roce 1878. Byl členem takzvané Ústavní strany (liberální, centralistická formace, odmítající federalistické aspirace neněmeckých národností). V letech 1872–1878 byl náhradníkem zemského výboru.
Byl členem okresní školské rady pro německé základní školství v Praze a členem německého uměleckého a spisovatelského spolku Concordia. Působil ve správní radě České banky Union. Jako stoupenec německojazyčného pražského tábora zasedal ve správní radě hlavního německého spolku Deutsches Kasino, jehož byl místopředsedou.
Nadále se angažoval i v záležitostech pražské židovské komunity a zasedal v reprezentaci židovské náboženské obce.
Moritz Raudnitz zemřel v Praze 9. června 1881, osm dnů po svých 52. narozeninách.